# Пођо Салви (Сијена)
Пођо Салви је насеље у Италији у округу Сијена, региону Тоскана.
Према процени из 2011. у насељу је живело 25 становника. Насеље се налази на надморској висини од 237 м.